# Rydell Poepon
Rydell Poepon (nacido el 28 de agosto de 1987 en Ámsterdam, Países Bajos) es un futbolista neerlandés que juega como delantero en el Boluspor de la TFF Primera División.

## Trayectoria
Poepon comenzó en las divisiones inferiores del Ajax, pero nunca logró debutar. Fue cedido por 2 temporadas al Willem II antes de ser traspasado al Sparta Rotterdam en el verano del 2008. Luego de que el Sparta descendiera a la Eerste Divisie el año 2010 fue traspasado al De Graafschap. En junio del 2012 firmó un contrato por dos años con el ADO Den Haag.

## Selección juvenil
Fue internacional con la sub-21 de Países Bajos.

## Clubes
| Club                   | País         | Año       |
| ---------------------- | ------------ | --------- |
| AFC Ajax               | Países Bajos | 2006-2008 |
| Willem II (cedido)     | Países Bajos | 2007-2008 |
| Sparta Rotterdam       | Países Bajos | 2008-2010 |
| De Graafschap          | Países Bajos | 2010-2012 |
| ADO Den Haag           | Países Bajos | 2012-2014 |
| NAC Breda (cedido)     | Países Bajos | 2013-2014 |
| Valenciennes FC        | Francia      | 2014-2015 |
| Qarabağ FK             | Azerbaiyán   | 2015      |
| Roda JC                | Países Bajos | 2016      |
| Boluspor               | Turquía      | 2016-2018 |
| Gazişehir Gaziantep FK | Turquía      | 2018-2019 |
| Boluspor               | Turquía      | 2019-     |